# Mikael Odenberg
Mikael Ingemarsson Odenberg (né le 14 décembre 1953 à Stockholm en Suède), est un homme politique suédois.
Membre du Parti des modérés, il est ministre de la Défense dans le gouvernement de Fredrik Reinfeldt, du 6 octobre 2006 au 5 septembre 2007.